# Leslie Goodwins
Leslie Goodwins (Londra, 17 settembre 1899 – Hollywood, 8 gennaio 1969) è stato un regista e sceneggiatore britannico.
Nella sua carriera, iniziata negli anni venti, sceneggiò quasi sessanta film e ne diresse oltre un centinaio. Dopo il 1950, lavorò a lungo per la televisione.

## Filmografia parziale

### Regista
- Dummy Ache (1936)
- Who's Looney Now (1936)
- Deep South (1937)
- Should Wives Work? (1937)
- The Devil Diamond (1937)
- False Roomers (1938)
- The Jitters (1938)
- A Western Welcome (1938)
- Tarnished Angel
- Almost a Gentleman (1939)
- The Girl from Mexico (1939)
- La strada del sud (Way Down South (1939)
- The Day the Bookies Wept
- Sued for Libel
- Mexican Spitfire
- Millionaire Playboy
- Pop Always Pays
- Men Against the Sky (1940)
- Mexican Spitfire Out West
- Let's Make Music (1941)
- They Met in Argentina
- Parachute Battalion (1941)
- The Mexican Spitfire's Baby
- Mexican Spitfire at Sea
- Caramba Carmelita
- Mexican Spitfire's Elephant
- Pattini d'argento (Silver Skates) (1943)
- Ladies' Day
- Goin' to Town (1944)
- The Mummy's Curse (1944)
- Murder in the Blue Room (1944)
- I'll Tell the World (1945)
- Vacation in Reno (1946)
- Dragnet (1947)
- The Lone Wolf in London (1947)
- Fireman Save My Child (1954)
- Paris Follies of 1956 (1955)
- Tammy and the Millionaire (1967), co-regia con Sidney Miller e Ezra Stone

### Sceneggiatore
- Hunger Pains, regia di George Stevens - cortometraggio (1935)